# 脱線問答
『脱線問答』（だっせんもんどう）は、1978年4月6日から1984年3月22日までNHK総合テレビで放送されたバラエティ番組である。現代版大喜利を目指し、言葉・なぞなぞ・とんちを遊びにしていた。テーマ曲は、「お星が光るぴかぴか」。

## 出演者

### 司会
- はかま満緒

### アシスタント
- 五十嵐麻利江（声楽家・五十嵐喜芳の娘）

### 解答者
- 岡本信人 - 答えを思いつくのは早いが冴えない内容であることが多く、はかまに「早いのが取り柄、岡本信人くん」と指名されていた。
- 土屋耕一
- 高林由紀子
- 岸ユキ
- 水野晴郎 - 挙手の際には、どういうわけか拳を握っていた。
- 滝田ゆう - 漫画家ならではのユニークな回答が人気を博した。
- 木ノ葉のこ - 何故か隣の席の滝田と仲が良かった。
- 浜美枝[1]

ほか

## 放送時間について
この番組は、地域によって放送時間が異なっていた。いずれも総合テレビでの放送だったが、関東・甲信越や近畿（三重除く）では木曜の19時半から20時まで、東海・北陸（岐阜、三重含む）と九州などでは金曜の22時から22時半までといった具合である。これは当時、どちらか一方で地域番組を放送することになっていたためで、東海・北陸では木曜のこの枠で『北陸東海』、九州でも木曜のこの枠で『九州'XX（西暦年下2桁）』を放送していた。
その後、地域番組強化の方針によりこの番組は終了。どちらも地域枠となり、木曜には現在の『小さな旅』に代表される紀行もの・ドキュメンタリーが、金曜には現在の『首都圏情報 ネタドリ!』（近畿では現在の『かんさい熱視線』）に代表される地域版『クローズアップ現代』的な番組が放送されるようになった。その後、『NHKニュース7』の時間拡大や『クローズアップ現代』のスタートなどにより、時間枠が再三にわたって移動し続けた。ゴールデンタイム枠での地域放送枠は、金曜19時半から19時57分に集約されている。

## 映像の現存状況
当時は放送局用ビデオテープ（2インチVTR）が非常に高価で大型だったため、放送終了後に消去されて他の番組に利用されていたため、1982年までの映像はほとんど残っていない。NHK側で保存されているVTRは1978年4月6日放送分と1インチVTR導入後の1983年4月から1984年3月放送分までの一部のみである。
NHKではマスターテープが失われた過去の放送番組の収集（制作関係者や一般視聴者らへのビデオテープ提供の呼びかけなど）を進めている。